# Bockholtz (Goesdorf)
Bockholtz (en luxemburguès: Boukels; en alemany:  Bockholtz) és un poble del municipi de  Géisdref situada al districte de Diekirch del cantó de Wiltz. Està a uns 36 km de distància de la ciutat de Luxemburg.